# Malmö (comuna)
Malmö ou Malmo (em sueco: Malmö kommun ou Malmö stad) é uma comuna da Suécia localizada no sudoeste da província histórica da Escânia. Pertence ao condado da Escânia, o qual por sua vez faz parte da Área Metropolitana de Malmö. Sua capital é a cidade de Malmö. Tem 157 quilômetros quadrados e pelo censo de 2022, havia 357 377 habitantes. 

## Geografia
É uma comuna costeira, situada na margem leste do estreito de Öresund, em frente à Dinamarca. Em redor dos centros urbanos existem terrenos agrícolas com grande fertilidade. 

### Localidades principais
Localidades com mais população da comuna (2020): 
| # | Localidade     | População |
| - | -------------- | --------- |
| 1 | Malmö          | 313 125   |
| 2 | Bunkeflostrand | 15 212    |
| 3 | Oxie           | 13 575    |